# Les Solanes (la Rua)

Les Solanes, respecte del terme d'Abella de la Conca

Les Solanes és una solana del terme municipal d'Abella de la Conca, a la comarca del Pallars Jussà, en territori del poble de la Rua.
Estan situades al vessant meridional d'una carena emmarcada al nord per l'Obaga de la Borda i al sud per l'Obac del Xut. Són a ponent de Can Miquel de la Borda i al nord-nord-oest de la Rua.
El Camí de Can Miquel de la Borda passa pel costat de migdia de les Solanes.

## Etimologia
Es tracta d'un topònim romànic modern de caràcter descriptiu, que utilitza el corònim, o mot genèric, amb valor específic, sense que, en aquest cas, calgui una expressió complementària.